# Motor Energy
El motor Energy, también conocido bajo el código "motor E" o "Block E" (E para Energy), es un motor de automóvil de combustión interna, es de gasolina de cuatro tiempos, con 4 cilindros en línea con forrado, bloque de hierro fundido, refrigerado por agua, con un cigüeñal de 5 cojinetes, con árbol de levas en cabeza accionado por una correa dentada con una culata de aluminio, 8 OHC, desarrollado y producido por Renault a finales de los años 80. Apareció con el exitoso Renault 19.

## Historia
A finales de los años 80, el motor de Cléon-Fonte sigue instalado en modelos como el R4, Super 5, R9 o el R11. Se estaba haciendo viejo por el diseño con su árbol de levas lateral. Marcas de la competencia optaban en su mayoría por motores modernos con árboles de levas de cabeza. El motor de Cléon-Fonte apareció en 1962 en los Renault 8 y Renault Floride. Para lanzar el R19 (sucesor de los R11 y R9), Renault ofrece un motor más moderno, pues pasa a actualizar su viejo motor Cléon-Fonte mediante el diseño de una nueva culata hemisférica con árbol de levas en cabeza, accionado por una correa dentada. Se trata del Energy, estrenado en la segunda mitad de 1988 con los primeros R19. Este nuevo motor también equipará el Clio 1, Mégane 1 e incluso la Express. La motor Energy también ha equipado el Renault 9 en Argentina, Colombia y Turquía. Pero en 1993, el lanzamiento del Renault Twingo obliga a Renault a volver a emitir su motor de Cléon-Fonte porque el motor de Energy por el diseño con su hemisférica culata escape hasta el frente de la cabeza no entraba bajo el capó del nuevo y pequeño utilitario. El Energy 1.2 (E7F) será reemplazado gradualmente el actual motor D7F 1996 en Clio, siguiendo las nuevas normas de alta contaminación en comparación con el uso de la competencia. El motor D7F sustituir al mismo tiempo el motor de Clio 1.2 Energy y el motor 1.2 Cléon-Fonte Twingo. En cuanto al 1.4 Energy (E7J) de Megane 1, será reemplazado por el motor.
Ambos motores 'Energy' han destacado por un consumo bastante ajustado y por una reputada fiabilidad.

## Versiones

### ExF
El ExF tiene una cilindrada de 1171 cm³, con un diámetro de 75.8 mm y una carrera de 64.9 mm.
| Versión | Código interno  | Distribución      | Relación de compresión | Potencia máxima          | Par motor        | Alimentación        | Catalizador | Normativa de anticontaminación | Usos                         |
| ------- | --------------- | ----------------- | ---------------------- | ------------------------ | ---------------- | ------------------- | ----------- | ------------------------------ | ---------------------------- |
| E5F     |                 | 8 válvulas (SOHC) | 9.2: 1                 | 54 CV (40 kW) @ 6000 rpm | 83 Nm @ 3500 rpm | Carburación         | No          | Euro 0                         | Renault Clio I               |
| E7F     | 700/706/708/750 | 8 válvulas (SOHC) | 9.2: 1                 | 58 CV (43 kW) @ 6000 rpm | 85 Nm @ 4000 rpm | Inyección monopunto | Si          | Euro 1, Euro 2                 | Renault 19 II Renault Clio I |

### ExJ
El ExJ tiene una cilindrada de 1390 cm³, con un diámetro de 75.8 mm y una carrera de 77.0 mm.
| Versión | Código interno  | Distribución      | Relación de compresión | Potencia máxima          | Par motor         | Alimentación                | Catalizador | Normativa de anticontaminación | Usos                                        |
| ------- | --------------- | ----------------- | ---------------------- | ------------------------ | ----------------- | --------------------------- | ----------- | ------------------------------ | ------------------------------------------- |
| E6J     | 718/728         | 8 válvulas (SOHC) | 9.5: 1                 | 80 CV (57 kW) @ 5750 rpm | 107 Nm @ 3500 rpm | Carburación de doble cuerpo | No          | Euro 0                         | Renault 19 I Renault Clio I                 |
| E7J     | 601/718/719/754 | 8 válvulas (SOHC) | 9.5: 1                 | 75 CV (55 kW) @ 6000 rpm | 107 Nm @ 3500 rpm | Inyección monopunto         | Si          | Euro 1, Euro 2                 | Renault 19 I Renault Clio I Renault Express |
| E7J     |                 | 8 válvulas (SOHC) | 9.5: 1                 | 75 CV (55 kW) @ 6000 rpm | 107 Nm @ 4000 rpm | Inyección multipunto        | Si          | Euro 1, Euro 2                 | Renault Megane I                            |
| E7J     | 757/780         | 8 válvulas (SOHC) | 9.5: 1                 | 75 CV (55 kW) @ 6000 rpm | 114 Nm @ 4250 rpm | Inyección multipunto        | Si          | Euro 2                         | Renault Clio II Renault Kangoo I            |
| E7J     |                 | 8 válvulas (SOHC) | 9.5: 1                 | 74 CV (54 kW) @ 5250 rpm | 114 Nm @ 2800 rpm | Inyección multipunto        | Si          | Euro 2, Euro 3                 | Dacia SupeRNova Dacia Solenza               |

## Los modelos equipados con este motor
- Renault 19
- Renault Clio I
- Renault Clio II (Primeras unidades)
- Renault Clio Symbol (Primeras unidades)
- Renault Mégane I
- Renault Express
- Renault Kangoo I
- Renault 9 (Colombia, Turquía)
- Dacia SupeRNova
- Dacia Solenza

## Sustituto
El motor Energy evolucionar en el motor K que aparecerá en el Megane 1. La principal modificación del motor K es operado en el cilindro de mecanizado, ya que este motor tiene camisas extraíbles. La culata se mantiene en las versiones de motor Energy 8 válvulas especies. El motor K también se desarrollará en las versiones de 16 válvulas y también estará disponible en la versión diésel (K9K - 1.5 dCi).